# Anastas Jovanović

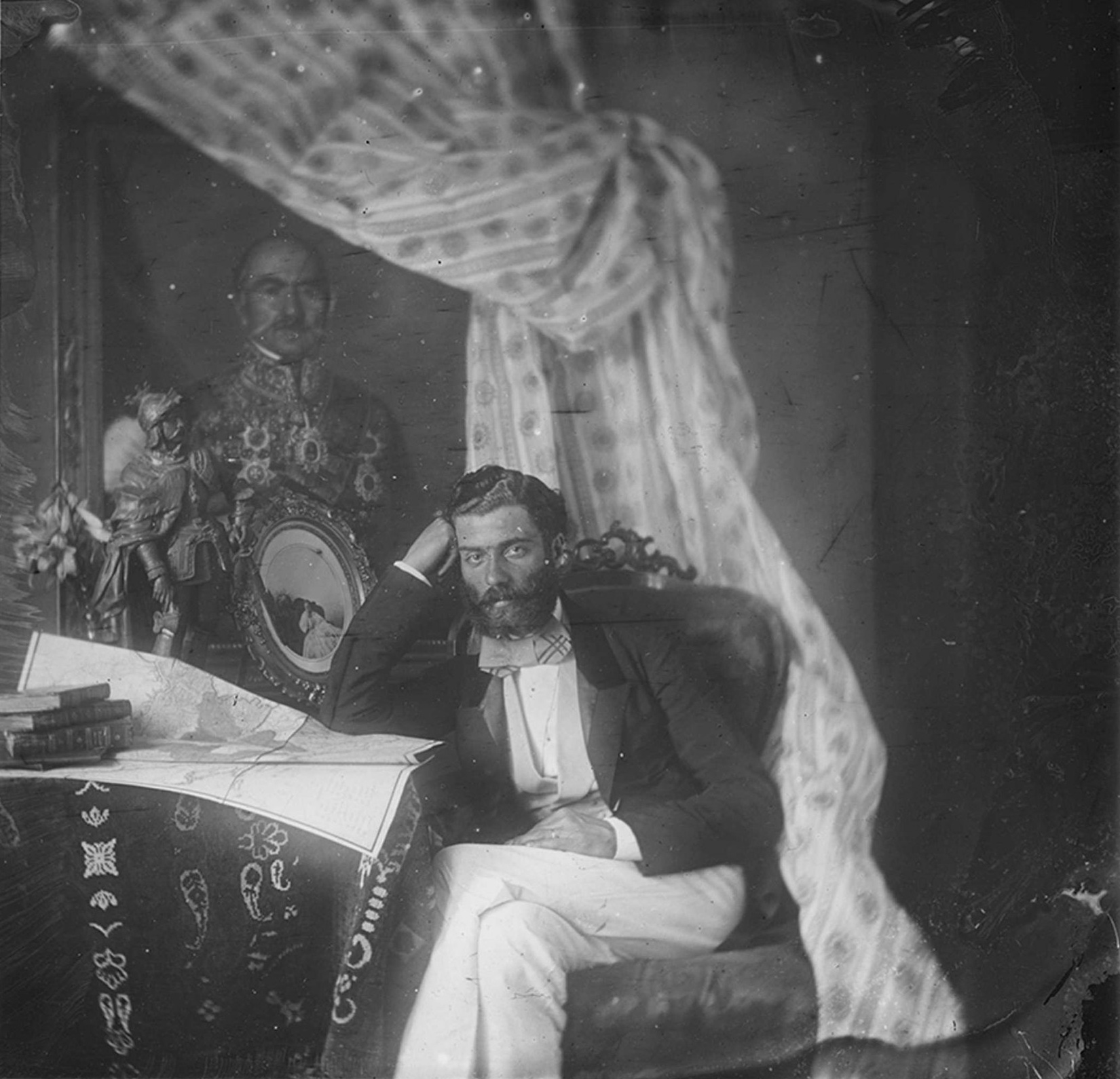
Fotografia de Miguel III Obrenović.

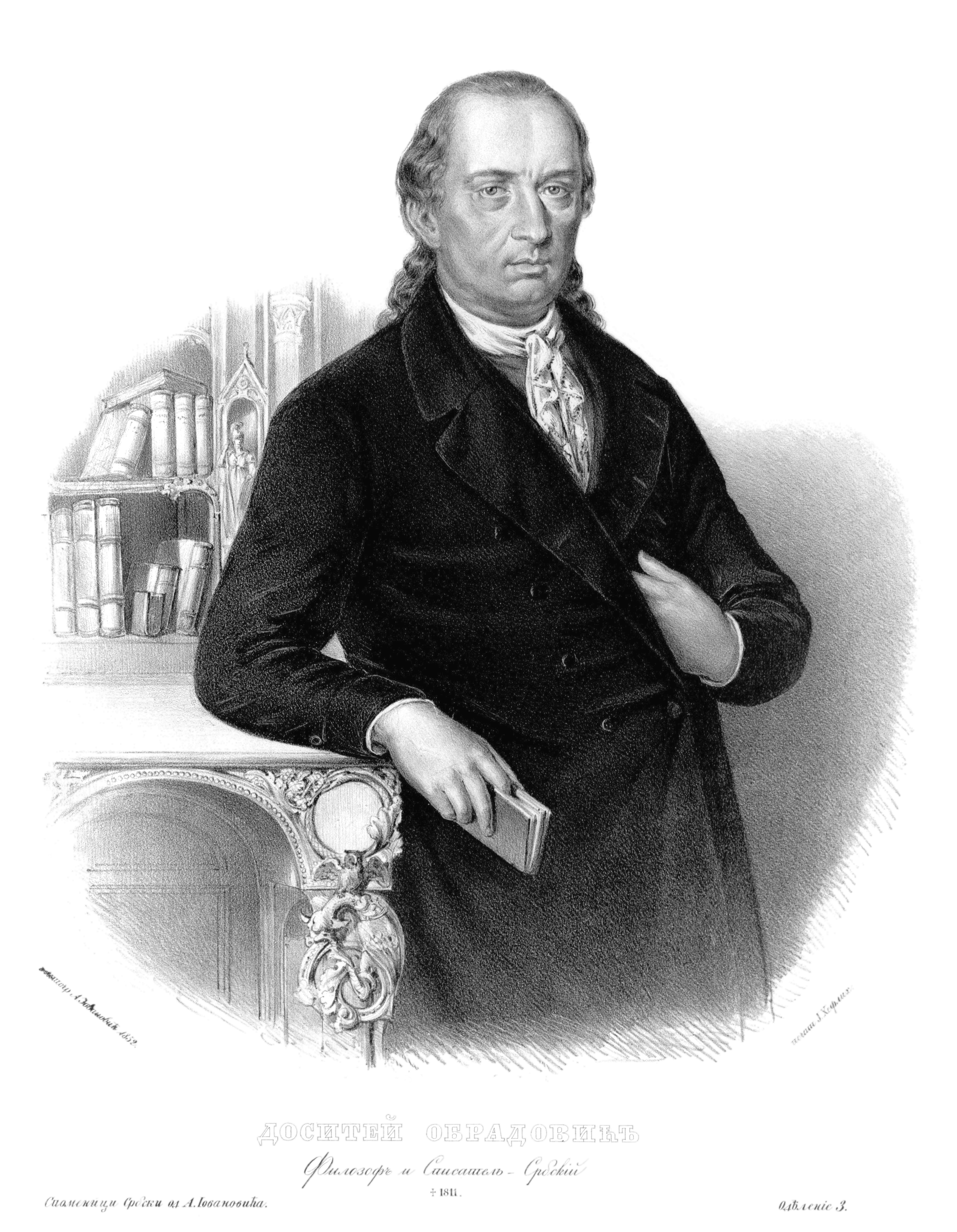
Litografia de Dositej Obradović.

Anastas Jovanović, em sérvio Анастас Јовановић, (Vratsa, 1817 – Belgrado, 1 de novembro de 1899) foi um fotógrafo e litógrafo sérvio de origem búlgara.
Nasceu na cidade de Vratsa, quando esta pertencia ao Império Otomano, mas em 1824 os seus pais mudaram-se para Belgrado. Em 1834 passou a trabalhar na Imprensa Nacional em Kragujevac mas em  1838 mudou-se para Viena com uma bolsa do principe Miloš Obrenović para realizar estudos de pintura e litografia na Academia de Belas Artes de Viena. Em 1840, após assistir a uma exposição de daguerreótipos decidiu ser fotógrafo.
Em 1842 viajou pela Boémia e Alemanha com o príncipe Miloš Obrenović e em 1885 foi a Paris. Embora já exercesse como fotógrafo pessoal de Miguel III Obrenović em 1858 inscreveu-se como fotógrafo e foi nomeado chefe de gabinete. 
Em 1877 foi nomeado membro da Sociedade de Fotografia de Viena (Wiener Photographische Gesellschaft).
Durante os últimos vinte anos da sua vida escreveu a sua autobiografia. 
No seu trabalhjo destacam-se retratos de personagens ilustres da Sérvia, entre eles os do bispo Petar II Petrović-Njegoš, do Príncipe da Sérvia Miguel III Obrenović, do linguista Vuk Stefanović Karadžić, do poeta Branko Radičević, do escritor Dositej Obradović, e dos voivodas Veljko Petrović e Stevan Šupljikac. Também fez um importante trabalho fotográfico de tipo documental sobre edifícios históricos, fortalezas, estátuas, lojas e ruas de Belgrado.
Em 1977 fez-se uma exposição retrospetiva na galeria da Academia Sérvia das Artes e das Ciências de Belgrado e em 2011 pôde-se contemplar a obra que conserva o Museu Militar na exposição intitulada Anastas Jovanović, first Serbian photographer and lithographer in collections of Military Museum.